# The Christmas Song
《The Christmas Song》은 1944년 공개된 크리스마스 노래이다. 작곡가 밥 웰스가 짓고 재즈 가수 멜 토메가 불렀다. 지금까지 가장 널리 알려진 크리스마스 캐롤 중 하나이며, 2006년에는 <화이트 크리스마스>를 제치고 가장 많이 팔린 크리스마스 캐롤로 등극하기도 했다.

## 제작
1944년 7월 당시 멜 토메는 로스앤젤레스 부근 톨루카레이크에 있는 밥 웰스의 집을 방문했다. 집에서 한여름 더위에 시달리고 있던 웰스는 "시원한 것을 생각하려 애쓰고 있다. 샤워와 수영도 해보고 다 시도해봤다"고 호소했고, 토메는 "그럼 그걸로 노래를 만들어보자"며 그와 함께 40분 동안 노래 한 곡을 작곡했는데 이것이 바로 <The Christmas Song>이다.
토메의 대변인이었던 원로 음악매니저 데일 쉬츠의 증언에 의하면, "멜과 토메는 노래를 만들자마자 가수 냇 킹 콜에게 가져가서 들려줬고, 노래를 들은 콜은 그 자리에서 '이건 내 노래'라고 못박았다"고 한다.
이렇게 되면서 2년 후인 1946년에 냇 킹 콜은 최초로 이 곡을 일반에 발표했고, 이후 토메와 엘라 피츠제럴드, 레이 찰스, 크리스티나 아길레라를 비롯해 100명이 넘는 음악가들이 리메이크하면서 역사적인 음반의 자리에 올랐다.